# Relations entre la Bulgarie et l'Union européenne
 (août 2025).
Améliorez-le ou discutez des points à vérifier. 
Les relations entre la Bulgarie et l'Union européenne sont des relations verticales impliquant l'organisation supranationale et un de ses États membres.

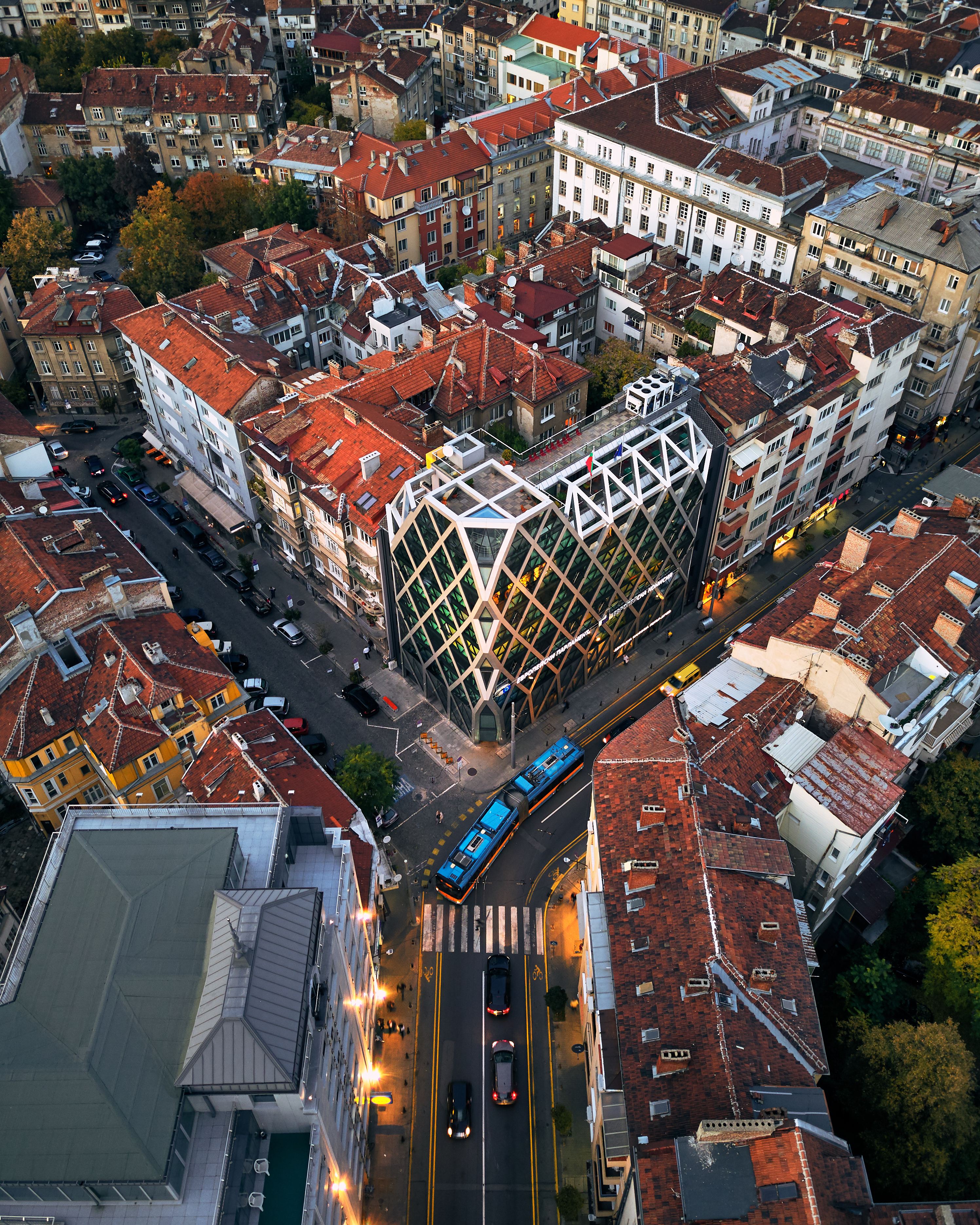
Bâtiment de la Commission européenne en Bulgarie.

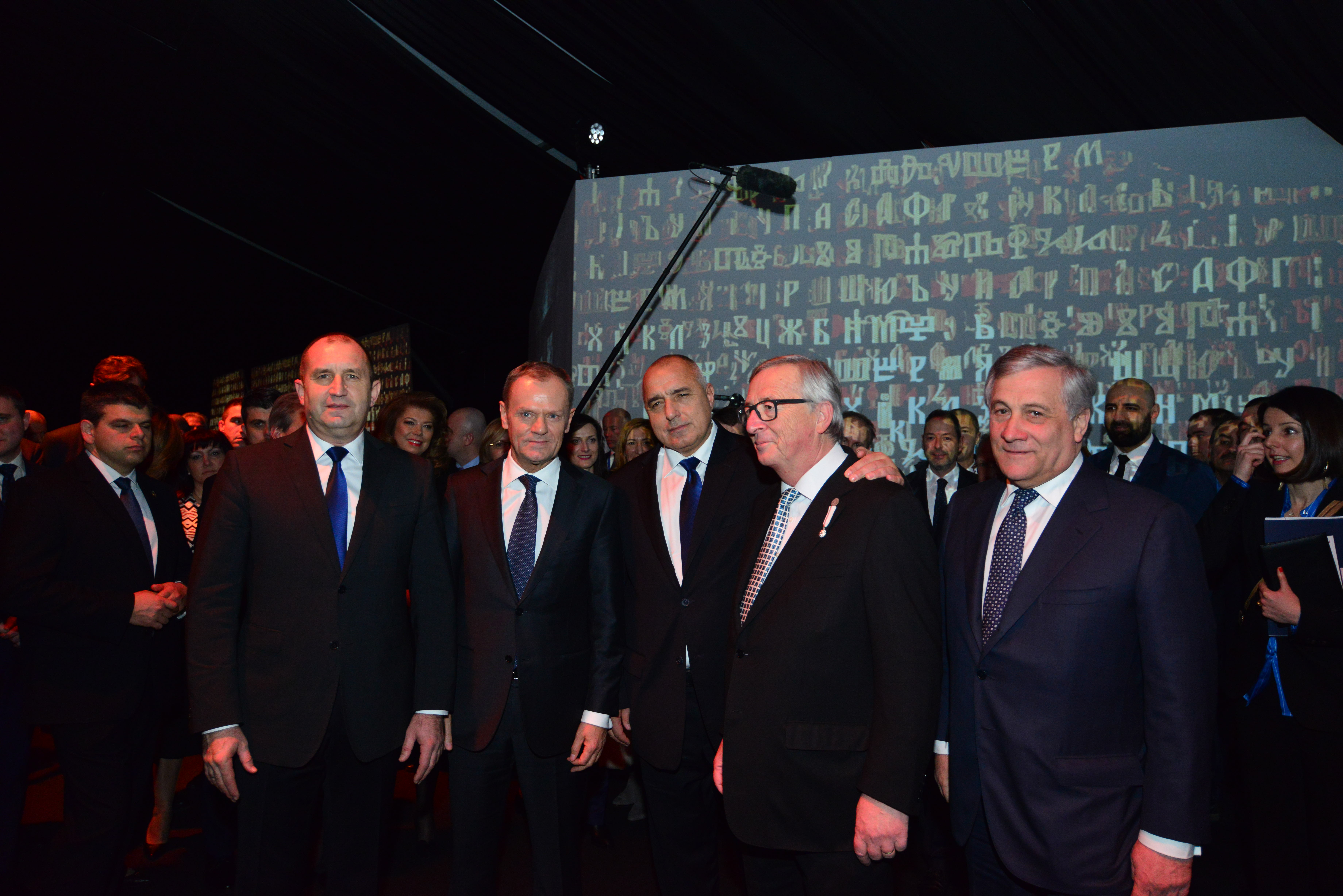
Rencontre des avec Boïko Borissov lors de la présidence bulgare du Conseil de l'UE en 2018.